# Hôtel Drouot

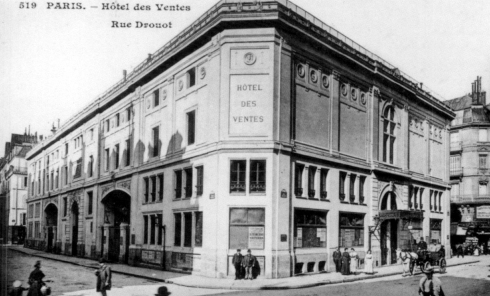
El Hôtel Drouot en una antigua postal

El Hôtel Drouot es una gran casa de subastas situada en París, conocida por la venta de valiosas obras de arte y antigüedades. Está compuesta por veinte salas que albergan setenta firmas de subasta independientes, que operan conjuntamente en el denominado grupo comercial Drouot. 
La sede principal de la firma, llamada Drouot-Richelieu, está situada en la calle Drouot en el IX Distrito de París, en una propiedad cercana a donde estaba la Salle Le Peletier de la ópera de París. La estación de metro más cercana es la llamada Estación de Richelieu - Drouot.
Otras sedes son la de Drouot-Montaigne, Drouot-Montmartre y Drouot-Véhicules.
La información con los detalles de las próximas subastas, es publicada en la semanal Gazette de l'Hôtel Drouot (Gaceta del Hôtel Drouot), la que es posible adquirirla en los kioscos de revistas o por suscripción.
En 2008, el Hôtel Drouot fue catalogado como quinta casa de subastas más importante del mundo por volumen de ventas, luego de Sotheby's, Christie's, Artcurial, y Tajan.

## Historia

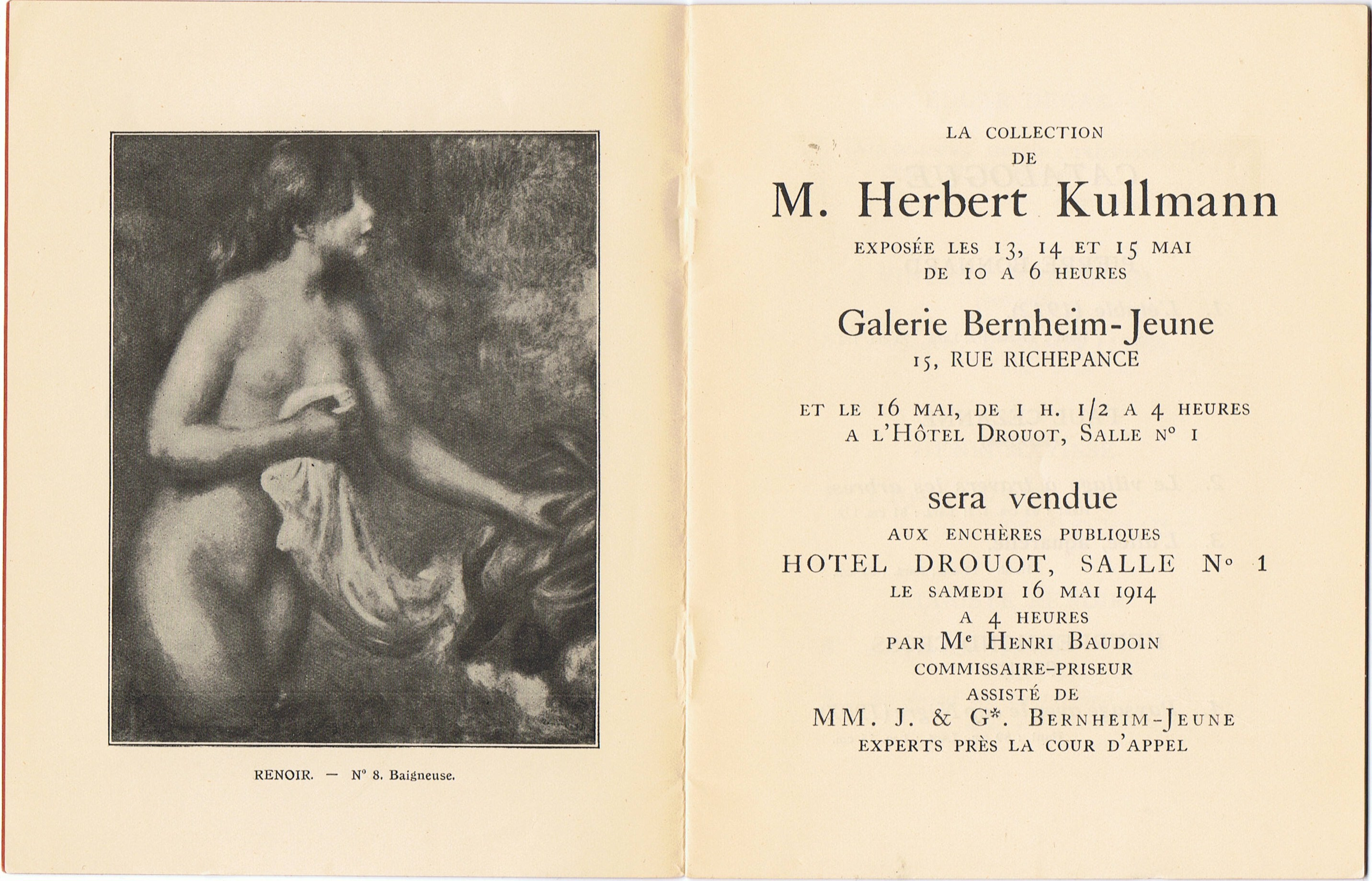
Frontispicio para una importante subasta en casa Drouot en mayo de 1914, mostrando el lote 8, obra de Auguste Renoir, Baigneuse, 1895, 80 x 65 cm, similar a la Baigneuse aux cheveux longs, Musée de l'Orangerie, Paris

El Hôtel Drouot fue inaugurado el 1 de junio de 1852. Desde 1976 a 1980, cuando su edificio actual se estaba construyendo, las subastas tenían lugar en la antigua estación de ferrocarril conocida hoy como Estación de Musée d'Orsay. En el año 2000, la reforma de las monopólicas leyes francesas de subasta, regulando la actividad a través del sistema denominado de commissaires-priseurs (subastadores públicos), abrieron la casa Drouot a la competencia internacional. Actualmente la firma es propiedad de una subsidiaria del BNP Paribas.